# Rébaudioside A
Le rébaudioside A est un composé chimique à la saveur sucrée, présent dans la feuille d'une plante d'Amérique latine : la Stevia rebaudiana. Il s'agit d'un hétéroside principalement connu pour son intense saveur sucrée et, pour cette raison, son emploi comme édulcorant.

## Origine
Le premier principe sucré des feuilles de stévia, une plante originaire de l'Amérique du Sud, découvert par un chimiste français en 1931 fut nommé stévioside. Avec le rébaudioside A, découvert plus tard, ils sont les deux composés principaux responsables de la saveur sucrée de la feuille. Le rébaudioside A est obtenu par extraction à l'eau et purifié, afin de le séparer du stévioside dont le profil sucrant est moins intéressant. La feuille séchée, ainsi que les extraits aqueux de stévia, est utilisée depuis des décennies comme édulcorant dans de nombreux pays notamment en Amérique Latine et en Asie (Japon, Chine).

## Structure et propriétés

### Structure
Le rébaudioside A est un hétéroside, dont la partie aglycone, nommée stéviol (un diterpène kaurane), est reliée à deux groupements osidiques ; une unité de glucose sur le groupe hydroxyle 19 et un triholoside de glucose sur le groupe hydroxyle 13.

Structure du stéviol, l'aglycone commun du rébaudioside A et du stévioside.

### Propriétés
Le rebaudioside A a un pouvoir sucrant 250 à 450 fois supérieur au saccharose. Son profil sucré est différent de celui du saccharose, la sensation de sucré est plus tardive et est plus persistante avec un arrière-goût caractéristique semblable à celui du réglisse. Cependant, ce profil est meilleur que celui du stévioside.

### Dose journalière admissible
La dose journalière admissible pour le rébaudioside A est basée sur celle du stéviol, soit 0 à 4 mg·kg-1 poids corporel.